# مستشفى الأونروا (قلقيلية)
مستشفى الأنوروا (قلقيلية) أو مستشفى الوكالة ،هي مستشفى في مدينة قلقيلية في الضفة الغربية ، تديرها الأونروا منذ عام 1950 سابقًا كانت مركزًا للاسعافات الأولية خلال حرب 1948 ، حتى تم توسعته ليصبح مستشفى

## البداية
على أرض مخصصة لبناء مدرسة ، بنيت أول عيادة طبية تابعة لجمعية الاتحاد النسائي العربي في قلقيلية وكانت عبارة غرفتين، لاسعاف المصابين جراء حرب 1948،أنضم الى ادارة العيادة الصليب الأحمر بجانب جمعية الاتحاد النسائي العربي ليتحول الى مركز اسعاف أولي في عام 1950 ، وعقب تأسيس وكالة غوث للاجئين الفلسطينيين (الانروا) أصبح المركز الطبي مستشفى تابع للأنوروا

## أقسام المستشفى
تتضمن المستشفى قسم الطوارئ وعيادة الجراحة والمناظيرو عيادة الامراض الباطنيةوالقلب وعيادة النسائية والتوليد وعيادة الاطفال وقسم التصوير التلفزيوني والاشعة في عامي 2010 و2017 تعرضت المشفى للاغلاق ، تم اغلاق بعض اقسام المستشفى من بينهم قسم الولادة الذي افتتح 2015 اغلق القسم لمدة 6 أشهر ،بسبب قلة الامكانيات المتاحة والحصار الاقتصادي للمدينة الناتج عن الجدار العازل في الضفة الغربية